# 感熱紙

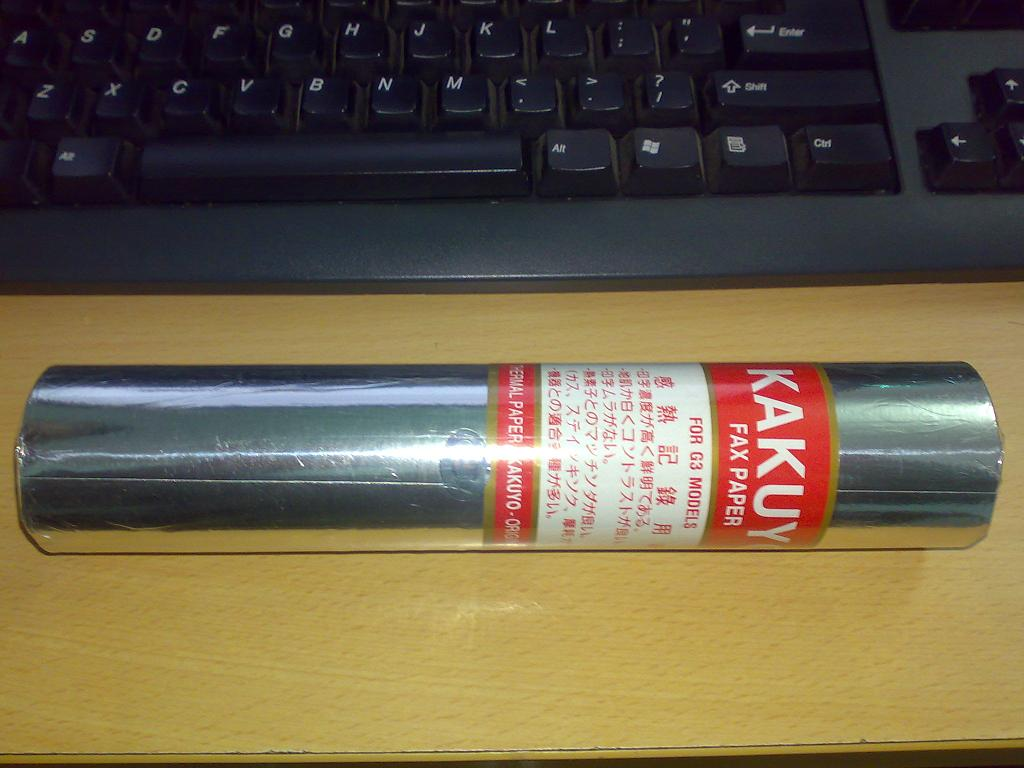
通称「ロール紙」と呼ばれる、ファックス用の感熱紙。紫外線に弱く、光ですぐに変色するので、銀紙で保護されている

感熱紙（かんねつし）は、熱を感知することで色が変化する紙である。

## 概要

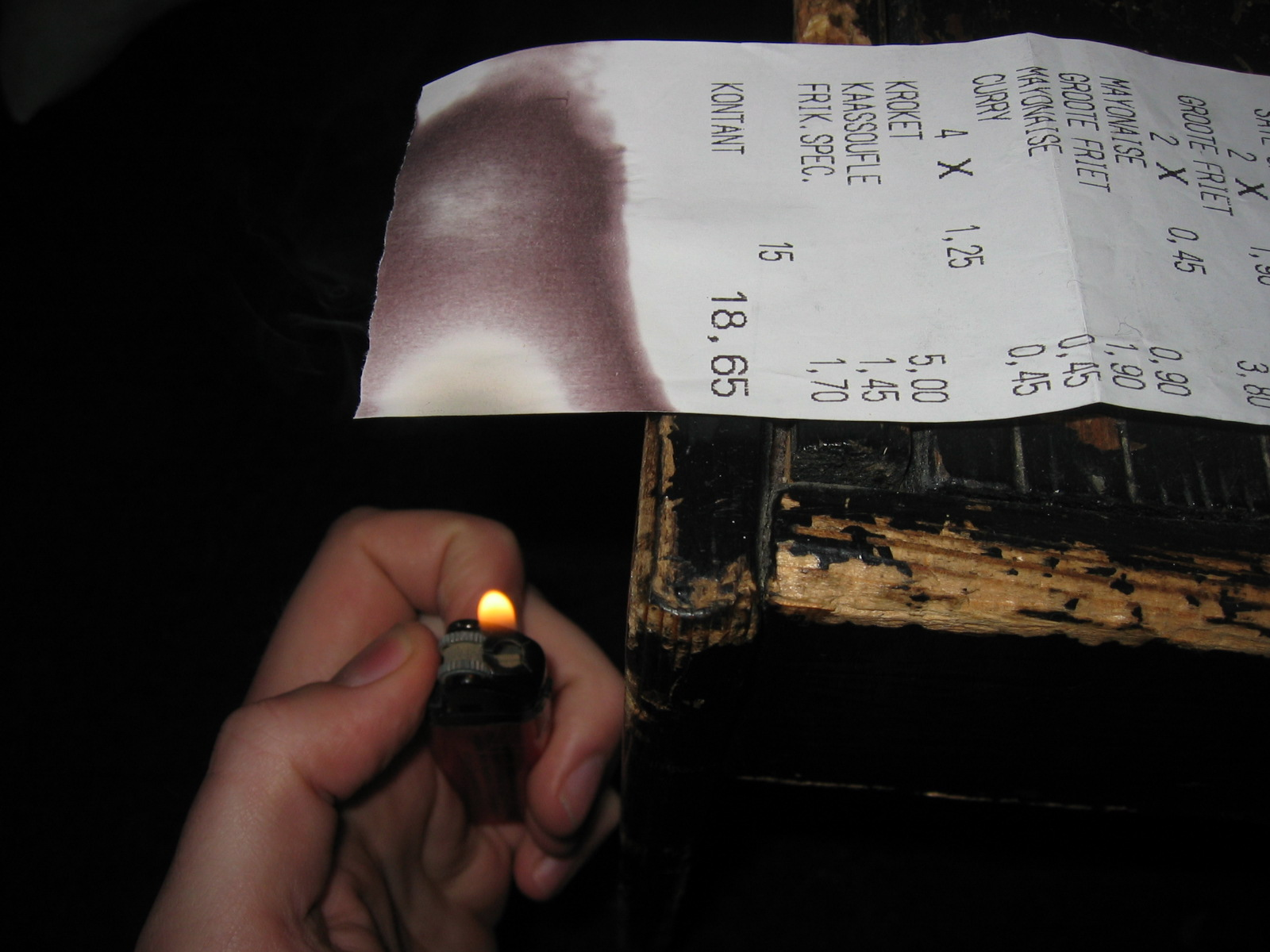
感熱紙は、主に「レシート用紙」として使われている。加熱すると変色する。

「ロール紙」「レジロール」などとして市販されている現在の一般的な感熱紙は、印刷面には独特の鈍い光沢があり、ここに熱により化学反応を起こして変色する物質（色素前駆体であるロイコ色素と、それと反応する顕色剤）を塗布してある。プリンターの印字ヘッドの一種である「サーマルプリントヘッド」を用いて、この面に文字や図形の形に合わせて熱すると、それらを浮かび上がさせることができる。温度が高いほど濃く、低いほど淡くなるが、常温では短時間で変色しない。色は黒色に変化するものが多いが、紺色やセピア色のものも存在する。反応温度を変えた複数の物質を使い2色に対応した感熱紙も存在し、高温で黒色に、低温でほかの色に変色するため、印字ヘッドの温度ムラから黒色の周りに低温で反応した色が出現する。フルカラー印刷に対応した感熱紙も研究された。
長期保管には向かず、印字後に湿気や脂分を含んだり光に当たることで徐々に全体が変色、あるいは反転部分が元の色へ戻る。扱いに注意することで保存日数を伸ばすことができるが、それでもあまり長くはなく、最適な「乾燥した冷暗所」に保管してなお、数年を超える保存には適さない。また消費期限があり、長期間使用せずに放置した感熱紙は黄ばんだり、印字がかすむ場合がある。保存期間10年程度の「高耐久」を謳った感熱紙も存在するが、やはり紫外線や熱には弱い。爪で擦ると摩擦熱で変色する。
ファックスやレシートの印刷に主に使用されるほか、鉄道の切符、公営ギャンブルの投票券、数字選択式宝くじのくじ券などでも使われている。また、ワープロ専用機の内蔵プリンタも感熱紙を利用するものが多く存在した。感熱紙への印刷は熱源があればよく、インクやトナーを必要としないので、感熱紙を使うサーマルプリンターは安価で信頼性が高い。
こと印字する場合などでは、プリンター側のヘッド部分が非常に簡略化しやすいこともあって、小型軽量の携帯型バーコードラベルプリンターやPOSレジなどの装置組み込みプリンターに利用されているが、専ら長期間の保存を想定しない用途の印字にしか向かず、感熱式プリンターを搭載した「プリンター電卓」など、一種の表示装置の延長として使われている製品もある。
なお、表面に塗布された前述の化学物質が、リサイクル工程の乾燥段階での加熱により発色してしまうため、感熱紙は古紙リサイクルにおける禁忌品とされている。

## 歴史
感熱紙の歴史は古く、1930年代にワックス型の感熱紙が実用化された。これは、基紙上に着色層を設け、その上に不透明なワックスの感熱層を設けた紙で、紙に熱ペンを当てると上層の感熱層が溶けて透明となり、着色層が露わになる。
1950年に3M社が金属塩を用いた感熱紙を開発し、これを利用したコピー機の「Thermofax」を発表した。Thermofaxは安価であったために非常に普及したが、設定が難しくてコピーに失敗することがあるなど信頼性に乏しく、1960年にゼロックス社が電子写真方式のコピー機を発売すると次第に廃れていった。しかしThermofaxは「ゼロックスより格段に安価」という大きな利点があったため、2000年代以降まで長く使われた。
テキサス・インスツルメンツ社が1965年にサーマルプリントヘッドを発明した。その後、サーマルプリンターに適した感熱紙として、1968年にNCR社がロイコ染料を使用した感熱紙を発表した。ロイコ染料方式の感熱紙は金属塩方式の感熱紙と比べて色感度やコストなどが優れるため、サーマルプリンターの普及とともに、ロイコ染料方式の感熱紙が主流となった。
1969年にテキサス・インスツルメンツ社が史上初となるコンピュータ用の印刷表示機（サーマルプリンター）であるSilent 700を発表すると、当時は様々な方式が並立していたコンピュータ用のプリンターを、サーマルプリンターが次第に置き換えていった。1970年代にはHP社のプログラマブル関数電卓「HP9800」シリーズにもサーマルプリンターが搭載されるなど、サーマルプリンターは当時のプリンターのデファクトスタンダードとなり、同時に感熱紙も普及した。
1970年代後半から1980年代にかけてはスーパーマーケットが感熱紙の主戦場となった。リコー、十條製紙（現・日本製紙）、神崎製紙（現・王子製紙）などの日本メーカーが感熱紙の開発にしのぎを削った。これらのメーカーは東芝テック（TEC）やサトー（SATO）などのバーコードラベルメーカーにOEM供給し、またエイブリィ・デニソンなどの粘着ラベルメーカーにも供給した。
感熱紙の発明当初の印字は「白灰地に濃い灰色」で、とても読みにくかったが、日本メーカーの開発競争によって数年のうちに「白地に黒色」と改良された。
1970年代後半には電電公社の業務用ファックスが開発実用化された。ファックスのプリンターとしては、当初は放電破壊プリンターが使われていた。これは受信用紙として表面にアルミなどの金属を蒸着した放電記録紙(Electrosensitive Recording Paper)を用いたもので、放電によって表面の金属層を破壊して下層の黒色層を露出することでイメージ印刷を行う方式である。現代の感熱紙に比べると大きなエネルギーが必要で、また、印刷中は紙の焦げる臭いが漂い、塵も舞うなど、複数の欠点があった。1980年ごろのサーマルプリンターは高速化に難があったため、ファックス機への搭載が難航していたが、用紙幅に合わせた長さの線状加熱サーマルプリントヘッドの開発（多ドットを同時に駆動して印字できるので、高速化できる）などのハード面の向上に加え、熱応答性を向上させた感熱紙（通電時間が短くても発色できるので、高速化できる）の開発により、1980年には東芝が感熱記録方式を採用した史上初のG3卓上式ファックスである「COPIX 4800」を発売した。これはG3規格(1980年勧告、200dpi)に対応した、A4サイズを1分で印刷できる高速なファックス機である。続いて、1982年、A3サイズを送信可能な卓上式ファックス(画像信号処理用に16ビットマイクロコンピュータを採用し高速小型化を実現した)「COPIX 6300」(重量約25Kg)を発売。東芝はさらに、1986年にはISDN回線を使うG4規格（1984年勧告、400dpi）に対応した、A4判原稿を3秒で送受信できる感熱ファックス機である「COPIX TF-750」を発売した。そのため、サーマルプリンターを搭載したファックス機の普及とともに、表面を白銀色にコーティングされた放電記録紙は、感熱紙に取って代わられていった。
しかし、感熱紙は白黒印刷しかできないという欠点があり、また、感熱プリンターは普通紙に印刷できないのでわざわざ感熱紙を用意するのが面倒であった。そのため、1980年代後半から1990年代初頭にかけて、熱転写プリンターやインクジェットプリンターなどに置き換えられて行った。しかし、信頼性の高さやコストパフォーマンスの高さから、その後もPOSレジのレシート用紙として活用されている。
1994年に富士フイルムがフルカラー印刷が可能な内部発色式の感熱紙であるサーモオートクロームを発表したが、やはりインクジェットプリンターに対する利点が見えないので、それほど普及しないまま展開を終了した。
2006年、NCR社は世界初となる両面同時印字プリンターの「2STプリンター」を発表し、同時に世界初の両面サーマルレシートを発表した。
2007年にZINK社がフルカラーの感熱紙「ZINKフォトペーパー」（en:ZINK）を発表した。プリンターにリチウムイオン電池とBluetoothを搭載して携帯に便利であるため、写真を撮ったその場でスマホから印刷可能な「スマホプリンター」として活用されている。